# Снежные ангелы
«Снежные ангелы» (англ. Snow Angels) — американский художественный фильм, снятый на студии «Warner Independent Pictures» в 2007 году режиссёром Дэвидом Грином по мотивам одноимённого романа Стюарта О’Нана (Stewart O’Nan).
Слоган — «Одни упадут. Другие полетят».
Премьера фильма состоялась 19 января 2007 года на американском кинофестивале независимого кино «Сандэнс» .

## Сюжет
Западная Пенсильвания. Подросток Артур (Майкл Ангарано) узнает об убийстве Энни Маршан (Кейт Бекинсейл), его бывшей воспитательницы, в которую будучи ребёнком был тайно влюблен. Молодая женщина была в разводе с мужем (Сэм Рокуэлл). Кто же желал смерти Энни?.. Мир Артура навсегда меняется, затягивая его в круговорот новых событий.

## В ролях
- Майкл Ангарано — Артур
- Кейт Бекинсейл — Энни Маршан
- Сэм Рокуэлл — Гленн
- Гриффин Данн — Дон Паркинсон
- Оливия Тирлби — Лайла Рейберн
- Коннор Паоло — Уоррен Хардески
- Никки Кэтт — Нэйт Петит
- Эми Седарис — Барб Петит
- Питер Блэйс — мистер Айзенстат
- Брайан Майкл Дауни — Фрэнк и др.